# Їгертаун (Пенсільванія)
Їгертаун (англ. Yeagertown) — переписна місцевість (CDP) в США, в окрузі Міффлін штату Пенсільванія. Населення — 1002 особи (2020).

## Географія
Їгертаун розташований за координатами 40°38′28″ пн. ш. 77°34′49″ зх. д. / 40.64111° пн. ш. 77.58028° зх. д. (40.641075, -77.580282).  За даними Бюро перепису населення США в 2010 році переписна місцевість мала площу 1,19 км², з яких 1,16 км² — суходіл та 0,03 км² — водойми.

## Демографія
Згідно з переписом 2010 року, у переписній місцевості мешкало 1050 осіб у 432 домогосподарствах у складі 290 родин. Густота населення становила 879 осіб/км².  Було 468 помешкань (392/км²).
Расовий склад населення:
| - 98,3 % — білих - 0,9 % — чорних або афроамериканців - 0,4 % — азіатів |

До двох чи більше рас належало 0,4 %. Частка іспаномовних становила 1,0 % від усіх жителів.
За віковим діапазоном населення розподілялося таким чином: 24,4 % — особи молодші 18 років, 59,9 % — особи у віці 18—64 років, 15,7 % — особи у віці 65 років та старші. Медіана віку мешканця становила 39,6 року. На 100 осіб жіночої статі у переписній місцевості припадало 98,5 чоловіків;  на 100 жінок у віці від 18 років та старших — 95,1 чоловіків також старших 18 років.
Середній дохід на одне домашнє господарство  становив 54 682 долари США (медіана — 55 108), а середній дохід на одну сім'ю — 55 773 долари (медіана — 56 530). За межею бідності перебувало 9,7 % осіб, у тому числі 29,9 % дітей у віці до 18 років та 0,0 % осіб у віці 65 років та старших.
Цивільне працевлаштоване населення становило 571 особа. Основні галузі зайнятості: виробництво — 32,7 %, освіта, охорона здоров'я та соціальна допомога — 26,6 %, мистецтво, розваги та відпочинок — 11,4 %, оптова торгівля — 9,5 %.